# Ian Hickson
Ian «Hixie» Hickson (Ginebra, Suiza) es un programador suizo, más conocido por ser el autor de las pruebas Acid2 y Acid3, la especificación WHATWG HTML 5, la especificación Pingback, y el primer borrador de Web Applications 1.0. Es conocido también por ser un promotor de los estándares web, y tuvo un rol importante en el desarrollo de varias especificaciones como CSS. Hickson fue un coeditor de la especificación CSS 2.1.
Hickson nació en Ginebra, y vivió allí durante 10 años. Estudió física en la Universidad de Bath, en Inglaterra. Más tarde trabajó en Netscape y en Opera Software; y desde entonces trabaja en Google. También es editor de la especificación Web Hypertext Application Technology Working Group (WHATWG).